# Сирхёйс, Кай
Кай Сирхёйс (нидерл. Kaj Sierhuis; 27 апреля 1998 года, Афины, Греция) — нидерландский футболист, нападающий клуба «Фортуна».

## Карьера
Сирхёйс родился в Афинах, где в то время отец работал в управлении футбольного клуба АЕК. В 2001 году семья вернулась в Нидерланды, и Кай стал тренироваться в местной футбольной школе. Имел предложения от академий «Волендама» и АЗ, однако выбрал «Аякс», поскольку семья была болельщиками этого клуба. Попал в академию в 11 лет. 5 августа 2016 года подписал первый профессиональный контракт сроком на три года.
С сезона 2016/17 — игрок «Йонг Аякса», молодёжной команды «Аякса». 25 ноября 2016 года дебютировал за неё в поединке Эрстедивизи против «Телстара», выйдя на замену на 78-й минуте вместо Эзры Валиана. 9 декабря того же года забил первый гол в профессиональном футболе в ворота «Йонг ПСВ». Всего в дебютном сезоне провёл восемь встреч, забил два мяча. В марте 2017 года получил тяжёлую травму колена, выступая за команду до 19 лет, в результате чего пропустил около полугода.
Сезон 2017/18 также начал также с молодёжной командой. Всего провёл 20 встреч и забил 14 мячей, в том числе сделал хет-трик в ворота «Де Графсхапа» 16 марта 2018 года. Вместе с командой стал победителем турнира. Под конец сезона присутствовал в заявке на два матча основной команды.
Сезон 2018/19 Сирхёйс начал непосредственно в «Аяксе». Дебют за главную команду состоялся в первом поединке второго квалификационного раунда Лиги Чемпионов 2018/19 против «Штурма». Сирхёйс вышел на поле на 87-й минуте, заменив Класа-Ян Хюнтелара. 11 августа 2018 года Сирхёйс дебютировал уже в Эредивизи в поединке первого тура против «Хераклеса», выйдя на замену на 56-й минуте вместо всё того же Хюнтелара.
В конце декабря 2018 года было объявлено о переходе Сирхёйса в клуб «Гронинген», арендное соглашение рассчитано до 30 июня 2020 года.
31 января 2020 года перешёл во французский «Реймс».
31 августа 2021 года перешёл на правах аренды в «Хераклес».
2 августа 2023 года подписал трёхлетний контракт с клубом «Фортуна».
Сирхёйс также являлся игроком юношеских сборных Нидерландов.

## Статистика
Клубная статистика
Данные на 22 декабря 2018 года.
| Клуб            | Сезон           | Лига | Лига | Кубок | Кубок | Еврокубки | Еврокубки | Всего | Всего |
| Клуб            | Сезон           | Игры | Голы | Игры  | Голы  | Игры      | Голы      | Игры  | Голы  |
| --------------- | --------------- | ---- | ---- | ----- | ----- | --------- | --------- | ----- | ----- |
| → Йонг Аякс     | 2016/17         | 8    | 4    | -     | -     | -         | -         | 8     | 4     |
| → Йонг Аякс     | 2017/18         | 20   | 14   | -     | -     | -         | -         | 20    | 14    |
| → Йонг Аякс     | 2018/19         | 13   | 4    | -     | -     | -         | -         | 13    | 4     |
| Всего           |                 | 41   | 22   | -     | -     | -         | -         | 41    | 22    |
| Аякс            | 2018/19         | 2    | 0    | 0     | 0     | 1         | 0         | 3     | 0     |
| Всего в карьере | Всего в карьере | 43   | 22   | 0     | 0     | 1         | 0         | 44    | 22    |